# Enchytraeidae
Enchytraeidae é uma família de anelídeos oligoquetas, representada por espécies terrestres que vivem em ambientes de cariz altamente orgânico e espécies como Mesenchytraeus solifugus que vivem em campos de gelo.

## Géneros
- Achaeta Vejdovsky, 1877
- Analycus Levinsen, 1883
- Ara Levinsen, 1884
- Aspidodrilus Baylis, 1914
- Bryodrilus Ude, 1892
- Bryohenlea Cernosvitov, 1934
- Buchholzia Michaelsen, 1887
- Cernosvitoviella Neilsen et Christensen, 1959
- Chirodrilus
- Cognettia Nielsen et Christensen, 1959
- Distichopus Leidy, 1882
- Enchylea Nielsen et Christensen, 1963
- Enchytraeus Henle, 1837
- Enchytronia Nielsen et Christensen, 1959
- Fridericia Michaelsen, 1889
- Grania Southern, 1913
- Guaranidrilus Cernosvitov, 1937
- Hemienchytraeus Cernosvitov, 1935
- Hemifridericia Nielsen et Christensen, 1949
- Henlea Michaelsen, 1889
- Lumbricillus Orsted, 1844
- Marionina Michaelsen, 1889
- Mesenchytraeus Eisen, 1878
- Pelmatodrilus Moore, 1943
- Propappus Michaelsen, 1905
- Stephensoniella Cernosvitov, 1934